# إيفا سيكاي
إيفا سيكاي (بالمجرية: Éva Székely) (3 أبريل 1927 – 29 فبراير 2020) كانت سبّاحة مجرية بارزة، تُعد من أعظم السباحات في تاريخ المجر، وقد حققت نجاحات باهرة على الصعيدين الأولمبي والعالمي.

## المسيرة الرياضية
فازت إيفا سيكاي بالميدالية الذهبية في دورة الألعاب الأولمبية الصيفية لعام 1952 في هلسنكي، في سباق 200 متر صدر، كما نالت الميدالية الفضية في أولمبياد 1956. وخلال مسيرتها الرياضية، سجلت ستة أرقام قياسية عالمية، وفازت بـ 44 لقبًا وطنيًا في المجر.

## إنجاز تاريخي
كانت إيفا سيكاي أول من سجّل رقمًا قياسيًا عالميًا في سباق 400 متر متنوع فردي، وذلك في عام 1953، مما رسّخ مكانتها كواحدة من الرائدات في هذا النوع من المنافسات.

## الإرث
تُعد سيكاي واحدة من أيقونات الرياضة المجرية، وتكريمًا لها، تم إدخال اسمها في قاعة مشاهير السباحة الدولية. كما كانت أمًا للسبّاحة المجرية الشهيرة سوزانا جيرمي، ما يعكس إرثًا رياضيًا عائليًا متواصلاً.

## الوفاة
توفيت إيفا سيكاي في 29 فبراير 2020 عن عمر ناهز 92 عامًا، ونعيت رسميًا من قبل اللجنة الأولمبية المجرية وكبار المسؤولين الرياضيين في البلاد.